# Antônio Joaquim de Macedo Soares

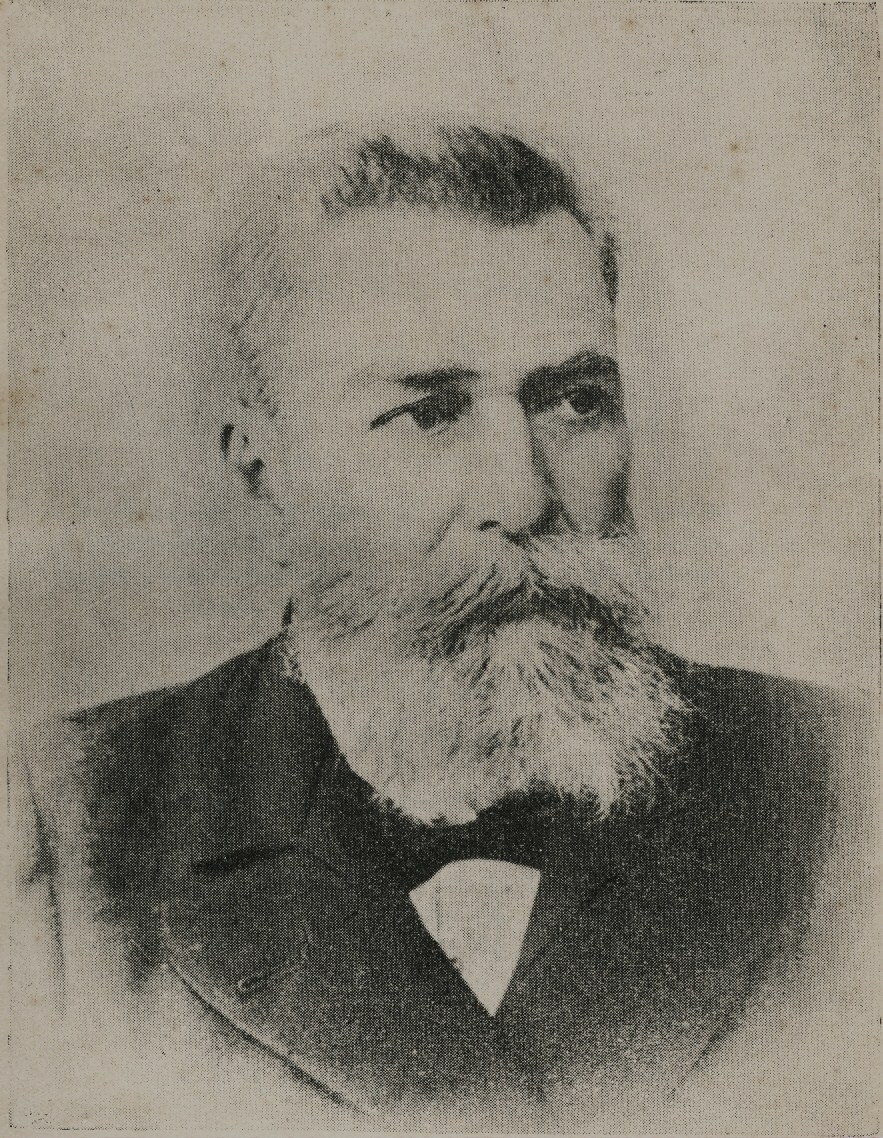
Foto de Antônio Joaquim de Macedo Soares, ministro do Supremo Tribunal Federal.

Antônio Joaquim de Macedo Soares (Maricá, 14 de janeiro de 1838 — Rio de Janeiro, 14 de agosto de 1905) foi um jurista, magistrado, lexicógrafo, político e escritor brasileiro. 
Filho de Joaquim Mariano de Azevedo Soares e de Maria de Macedo Soares, nasceu no interior da então província do Rio de Janeiro e foi casado com sua prima Teodora Alvares de Azevedo, que era sobrinha do Visconde de Itaboraí e do Visconde do Uruguai.
O Conselheiro Macedo Soares morreu na então capital federal e foi sepultado no Cemitério de São Francisco Xavier, no Caju, deixando sua viúva e seus filhos Oscar Pais Ferreira de Macedo Soares, Noêmia de Macedo Soares, Judith de Macedo Soares, Henrique Duque Estrada de Macedo Soares, Elisah de Macedo Soares, Maria de Nazareth de Macedo Soares, Sarah de Macedo Soares, Deborah de Macedo Soares, Julião Rangel de Macedo Soares, Abigail de Macedo Soares, Alexandre Álvares de Azevedo Macedo e Paulo Amador Bueno de Macedo Soares, conforme registra um boletim do Instituto Genealógico da Bahia de 2005.
Em janeiro de 2018 foi publicada uma reportagem em homenagem aos seus 180 anos no jornal O Saquá, de Saquarema (RJ), com breve entrevista com um de seus descendentes.  Nesta reportagem,se destaca a citação feita por Machado de Assis ao Conselheiro Macedo Soares em "Memórias Póstumas de Brás Cubas", além de sua relação com a cidade de Saquarema (RJ), onde atuou como juiz em sua juventude, e sua militância pela laicidade do Estado e pela abolição da escravidão.

## A Família Macedo Soares e o Conselheiro Macedo Soares
Segundo a publicação Projeto Inventário de Bens Culturais Imóveis: Desenvolvimento Territorial dos Caminhos Singulares do Estado do Rio de Janeiro (2004) e o artigo de Helio de Araújo Evangelista (2005), a família Macedo Soares, possui ligações que remontam vínculos com a família Sá no século XVI, do próprio governador-geral Mem de Sá, e teve como marco definidor a Fazenda do Bananal, localizada entre Maricá e Saquarema, atualmente municípios do Estado do Rio de Janeiro, na qual em meados do século XVIII um alferes chamado Antônio Joaquim Soares e sua esposa, Dona Maria Antônia Reginalda, arrendaram aos frades do mosteiro de São Bento uma faixa de terras em mata virgem no povoado de Ponta Negra, onde dada a predominância de bananeiras deu o nome da localidade. Auxiliados por meia dúzia de escravos recebidos por dote, começaram o plantio do local e construíram uma casa grande com capela anexa tendo como padroeira Nossa Senhora da Conceição. Com a morte em 1812 do alferes, Dona Reginalda assumiu a direção da fazenda que, prosperando, cultivava café e anil e chegou a ter 200 escravos e um capelão, Frei João Garcia, o qual oficiava casamentos, fazia batizados e residia na propriedade.
Nessa fazenda iniciou-se a família Macedo Soares, que seria muito atuante na política fluminense, pois não foram poucos os membros do extenso ramo da família iniciado com a união do pai do Conselheiro Macedo Soares, Joaquim Mariano de Azevedo Soares, fazendeiro e expoente da aristocracia rural fluminense, que seguiram carreira política. Entre os sobrinhos do Conselheiro Macedo Soares, filhos de seu irmão José Eduardo de Macedo Soares, podemos mencionar José Carlos de Macedo Soares, deputado à Constituinte de 1934, ministro das Relações Exteriores de 1934 a 1937 e de 1955 a 1958, ministro da Justiça em 1937 e interventor federal em São Paulo de 1945 a 1947, José Cássio de Macedo Soares, médico, deputado federal pelo Partido Constitucionalista de São Paulo de 1935 a 1937, José Roberto de Macedo Soares, embaixador no Uruguai de 1945 a 1951, José Eduardo de Macedo Soares, jornalista, fundador do Diário Carioca, deputado federal pelo Rio de Janeiro em três legislaturas consecutivas, de 1915 a 1923, além de constituinte em 1934 e senador pelo estado do Rio de Janeiro de 1935 a 1937 e José Armando de Macedo Soares Afonseca, advogado, deputado constituinte em 1946. Edmundo de Macedo Soares e Silva, general, engenheiro e empresário, ministro da Viação e Obras Públicas em 1946, governador do Estado do Rio de Janeiro de 1947 a 1951 e ministro da Indústria e Comércio de 1967 a 1969, era neto do conselheiro e Hélio de Macedo Soares e Silva, também general, deputado federal pelo Rio de Janeiro na legenda do Partido Social Democrático (PSD) de 1951 a 1955, era seu primo. Ou seja, todos os políticos de sobrenome Macedo Soares tinham como antepassado o Conselheiro Macedo Soares, fosse este o seu primo, tio ou avô. E a consulta à biografia de todos estes personagens da política fluminense e nacional do século XX pode ser consultada no Dicionário Histórico-Biográfico Brasileiro da Fundação Getúlio Vargas, disponível on line, que possui um verbete para cada um deles.

## Uma biografia publicada
No ano 2000, o já falecido almirante José Celso de Macedo Soares, bisneto do conselheiro, publicou sua síntese biográfica pela editora Baw, coligindo também comentários a seu respeito publicados na imprensa fluminense, muitos pela ocasião de sua morte no início do século XX, escritos por intelectuais como Souza Bandeira, Lucio de Mendonça e Bricio Filho e publicados em jornais brasileiros como O Paiz, A Tribuna e Correio da Manhã. Em 15 de agosto de 1905, por exemplo, uma longa nota na primeira página do jornal O Paiz lamentava o falecimento de Antônio Joaquim de Macedo Soares o identificando como "uma dessas figuras que enchem uma fase da vida nacional, que se identificam com as suas lutas e as suas vitórias, e cujo desaparecimento somente dá a ideia justa do muito que valeram e do vácuo que deixara." A nota dizia ainda que "não houve campanha social, não houve prélio pelo bem e pela justiça, em que ele não deixasse um traço incisivo e brilhante de sua passagem." Portanto, esta síntese biográfica constitui uma fonte de pesquisa interessante, pois, segundo seu autor, foi escrita após o mesmo ter recolhido muitos dados sobre o Conselheiro Macedo Soares ao conversar com a sua avó e filha daquele conselheiro, e revisitando os escritos deixados pelo desembargador Julião Rangel de Macedo Soares a respeito de seu pai, o conselheiro.

## Formação
Conforme informações de seu perfil biográfico da página do Supremo Tribunal Federal, do qual foi um dos primeiros ministros após a proclamação da República, Antônio Joaquim de Macedo Soares fez os estudos preparatórios no Seminário Episcopal do Rio de Janeiro, de onde saiu em 1855, tendo concluído o curso de Teologia. Entretanto, sem vocação para a vida religiosa, seguiu com destino à capital da então província de São Paulo, matriculando-se na Faculdade de Direito do Largo de São Francisco, recebendo em 22 de novembro de 1861 o grau de Bacharel em Ciências Jurídicas e Sociais.

## Um político e um intelectual no império
Antônio Joaquim de Macedo Soares em meados do século XIX tomou assento na Assembleia Legislativa de sua província natal, tendo sido vereador em Araruama e mais adiante deputado provincial pelo Rio de Janeiro de 1870 a 1878, após ser agraciado por D. Pedro II com o grau de Cavaleiro da Ordem da Rosa, em decreto de 30 de novembro de 1866. Daí, ter sido conhecido desde então como Conselheiro Macedo Soares, existindo ruas, colégios e abrigos maçônicos que receberam este nome em sua homenagem. Muito ilustrado, notório conhecedor das teorias e práticas do Direito, foi um grande cultor das letras. Seus numerosos e apreciados trabalhos jurídicos e literários são testemunhas do seu talento e aprofundados estudos.
Podem ser citadas, entre outras, as suas obras Diccionario brazileiro da lingua protugueza: elucidario etimologico critico das palavras e frases que, originarias do Brasil, ou aqui populares, se não encontram nos dicionários da língua portuguesa, ou neles vem com forma ou significação diferente; Nobiliarquia Fluminense: genealogia das principais e mais antigas famílias da corte e província do Rio de Janeiro em dois volumes, onde traçou a genealogia de antigas famílias da Corte e da Província fluminense; Campanha jurídica pela libertação dos escravos: 1867 a 1888; Questões de direito e praxe criminal, civil, comercial, orphanologico e administrativo; Da liberdade religioza no Brazil: estudo de direito constitucional; Tractado jurídico practico da medição e demarcação das terras tanto particulares, como publicas para uso dos juizes, advogados, escrivães, pilotos e mais pessoal dos juizos divisórios e Tractado regular e practico de testamentos e successões, ou, compendio methodico das principais regras e principios que se podem reduzir das leis testamentarias, tanto patrias como subsidiarias. Também colaborou ativamente com o desenvolvimento da Ciência no Brasil por meio da publicação de artigos em revistas especializadas, como a revista do Instituto Histórico e Geográfico Brasileiro. Existem ainda alguns trabalhos acadêmicos sobre sua importância como lexicógrafo, como um artigo de Olga Ferreira Coelho publicado em 2012 intitulado O Português no Brasil em Macedo Soares (1838-1905).
Podemos atestar nas palavras de um de seus netos que seguiram carreira na política nacional, o governador Edmundo de Macedo Soares e Silva, o quanto o Conselheiro Macedo Soares havia sido um dos mais importantes e influentes intelectuais brasileiros da segunda metade do século XIX: “Meu avô, Antônio Joaquim de Macedo Soares, e minha avó Teodora, que era Azevedo de solteira, moravam numa chácara na rua Santa Alexandrina, no Rio Comprido. Meu avô tinha uma cultura muito grande; foi lexicólogo, magistrado e jurisconsulto, ministro do Supremo Tribunal Federal, autor do primeiro dicionário brasileiro da língua portuguesa. O casal teve oito filhas e três filhos. Como havia estudado em seminário, deu às filhas nomes bíblicos, como Débora, Judite, Elisa, Abigail... Já os meninos foram batizados com nomes dos antepassados: Paulo Bueno de Macedo Soares, Julião Rangel de Macedo Soares, Henrique Duque Estrada de Macedo Soares. Meu avô falava línguas europeias - francês, inglês, alemão - e também línguas africanas; olhava para um preto e dizia: ‘Este é de tal nação.’ Isso porque sua família possuiu muitos escravos. Embora fosse anti-escravagista e republicano, conviveu desde menino com escravos. Foi amigo de D. Pedro II, mas era republicano. D. Pedro II, que era um homem superior, sabia disso, mas gostava muito dele. Minha tia Cecília, prima-irmã de minha avó, chegou a ter 900 escravos no Rio (...). Esse meu avô materno foi grão-mestre da Maçonaria; muito moço ainda, com uns 35 anos, atingiu o grau 33, o grau máximo. Dizem que era muito bom orador.” Este comentário foi feito durante a entrevista do governador Macedo Soares à Fundação Getúlio Vargas, publicada com o título de Edmundo de Macedo Soares e Silva: um construtor do nosso tempo - depoimento ao CPDOC.

## De advogado a ministro do Supremo Tribunal Federal
Após formado, Antônio Joaquim de Macedo Soares advogou durante um ano em Araruama, na província do Rio de Janeiro. Dedicou-se depois à carreira da Magistratura, sendo nomeado Juiz Municipal e de Órfãos dos termos reunidos de Saquarema e Araruama, em decreto de 6 de dezembro de 1862. Segundo seu perfil biográfico publicado na página virtual do Colégio Brasileiro de Genealogia, em 1865 sofreu represálias por ter publicado a 2ª edição de seu livro Da Liberdade Religiosa no Brasil, não sendo reconduzido pelo Gabinete Zacarias às suas funções de juiz municipal, por defender a laicidade do Estado. Em 1867 foi nomeado promotor público de Rio Bonito no Estado do Rio de Janeiro e posteriormente, em 1874, juiz de Direito da comarca de São José do Campo Largo, província do Paraná. Serviu ainda como juiz na comarca de Mar de Espanha, Província de Minas Gerais por seis anos, a partir de 1876, exercendo o mesmo cargo em Cabo Frio a partir de 1882, sendo transferido para a 2ª Vara Comercial da Corte em dezembro de 1886. Achava-se no exercício desse cargo quando foi proclamada a República. Com a organização da Justiça, foi nomeado, em decreto de 26 de novembro de 1890, Juiz da Corte de Apelação. Ingressou no Supremo Tribunal Federal, sendo nomeado ministro em decreto de 25 de janeiro de 1892, tomando posse a 29 de janeiro deste mesmo ano. Como juiz, havia se tornado notável pela sua atitude em favor da liberdade dos escravos, não tendo jamais lavrado uma sentença contra eles. Também um notório defensor da liberdade religiosa no Brasil, colaborou com artigos sobre temas afins em publicações abolicionistas. Maçom, foi também Grão-Mestre do Grande Oriente do Brasil de 1892 a 1901 e, erudito, foi membro do Instituto Histórico e Geográfico Brasileiro, da Sociedade Brasileira de Geografia e da Sociedade de Geografia de Lisboa.